# Hinne Rode
Hinne Rode (ook Johannes Rhodius) (Friesland, rond 1468-1488 - Wolthusen, voor 1537) was een Nederlands humanist. 
Over zijn levensloop, met name zijn jeugdjaren, is weinig met zekerheid bekend. Gezien zijn voornaam denkt men dat hij uit Friesland afkomstig was. Hij volgde zijn opleiding aan de stadsschool in Deventer, een bolwerk van de Broeders van het Gemene Leven.
Rond 1515 was hij rector van de Sint-Hiëronymusschool in Utrecht. Een van zijn leerlingen was daar Jan de Bakker, de eerste Noord-Nederlander die vanwege zijn afwijkende godsdienstige opvattingen tot de brandstapel werd veroordeeld. Rond 1520 was hij rector van het fraterhuis van de Broeders van het Gemene Leven in Utrecht. Daar werd hij vanwege zijn lutherse sympathieën ontslagen. Daarna leidde hij enige jaren een zwervend bestaand.
In deze jaren heeft hij de geschriften van Wessel Gansfort en de avondmaalsbrief van Cornelis Hoen in Duitsland en Zwitserland geïntroduceerd bij onder anderen Maarten Luther, Johannes Oecolampadius, Huldrych Zwingli en Martin Bucer. Het verschil in avondmaalsvisie leidde uiteindelijk tot een breuk tussen Luther en de andere reformatoren. Rode zou rond 1525 betrokken zijn geweest bij de voorbereiding van het zogenaamde Deventerse Nieuwe Testament, een vertaling van de tekst van Luther. Aan het eind van 1525 moest hij van Deventer uitwijken naar Oost-Friesland, 
In Oost-Friesland trad hij in het huwelijk. De resterende tien jaar van zijn leven was hij er werkzaam als predikant. Zijn eerste post was Norden. Vijf jaar later, rond 1530, verhuisde hij naar het dorpje Wolthusen (thans opgenomen in de stad Emden), waar hij voor 1537 overleed.

## Bron
- C.C. de Bruin, Hinne Rode Biografisch lexicon voor de geschiedenis van het Nederlandse protestantisme (Kampen: Kok, 1988), p. 310, op www.historici.nl.